# Sceloporus dixoni
Sceloporus dixoni (колюча ігуана Діксона) — вид ігуаноподібних ящірок родини фриносомових (Phrynosomatidae). Ендемік Мексики. Описаний у 2021 році.

## Назва
Вид був названий на честь американського герпетолога Джеймса Діксона (1928—2015), за його десятиліття досліджень мексиканської герпетофауни.

## Поширення і екологія
Колючі ігуани Діксона мешкають в західній частині гір Трансмексиканського вулканічного поясу, від околиць міста Морелія в штаті Коліма на захід до схилів вулканічного масиву Невадо-де-Коліма в штаті Халіско. Вони живуть в гірських сосново-дубових лісах.